# One FM
One FM ist ein privater Radiosender aus der Schweiz. Das Programm ging am 15. März 1996 in der Stadt Genf auf Sendung und ist dort heute mit rund 139'000 Hörern das zweiterfolgreichste Lokalradio.

## Musikprogramm
One FM richtet sich mit seinem Radioprogramm vor allem an Jugendliche und junge Erwachsene. Die Musikauswahl konzentriert sich auf die aktuellen Hits.

## Geschichte
Am 31. Oktober 2008 wurde dem Sender bei der Neuvergabe der Sendelizenzen keine Konzession mehr erteilt. Überraschenderweise erhielt das neue Radioprojekt Buzz FM eine Konzession im Versorgungsgebiet Arc Lémanique zugesprochen. Nachdem diese Entscheidung Empörung verursachte und der Sender die Unterstützung von zahlreichen Politikern erhalten hatte, kündigte Buzz FM am 6. November 2008 an, seine Konzession an One FM abzutreten.

## UKW-Frequenzen
- Region Genf / La Côte: 107,0 MHz
- Region Lausanne: 107,2 MHz
- Region Lausanne-Ost und Waadtländer Riviera: 99,3 MHz